# Harmångers landskommun
Harmångers landskommun var en tidigare kommun i Gävleborgs län. Centralort var Harmånger och kommunkod 1952–73 var 2132.

## Administrativ historik
Harmångers landskommun inrättades den 1 januari 1863 i Harmångers socken  i Hälsingland  när 1862 års kommunalförordningar trädde i kraft. 
Vid kommunreformen 1952 bildade den "storkommun" genom sammanläggning med grannkommunerna Ilsbo och Jättendal.
Den 1 januari 1954 skedde tre områdesöverföringar:
- 1) Till Harmångers landskommun och församling från Hälsingtuna landskommun och Rogsta församling överfördes ett område med 94 invånare och omfattande en areal av 0,433 km², varav 0,430 km² land.[2]
- 2) Från Harmångers landskommun och Ilsbo församling till Bergsjö landskommun och församling överfördes ett obebott område omfattande en areal av 0,02 km², varav allt land.[2]
- 3) Från Harmångers landskommun och Jättendals församling till Bergsjö landskommun och församling överfördes ett obebott område omfattande en areal av 0,03 km², varav allt land.[2]

Den 1 januari 1955 överfördes till Harmångers landskommun och Jättendals församling till Bergsjö landskommun och församling ett obebott område (Ungrick 1:7, 2:11 och 4:7) omfattande en areal av 0,01 km², varav allt land.
Den 1 januari 1971 infördes enhetlig kommuntyp och Harmångers landskommun ombildades därmed, utan någon territoriell förändring, till Harmångers kommun. Tre år senare blev dock kommunen en del av den nya Nordanstigs kommun.

### Kyrklig tillhörighet
I kyrklig tillhörighet tillhörde kommunen Harmångers församling. Den 1 januari 1952 tillkom församlingarna Ilsbo och Jättendal.

## Kommunvapnet
Blasonering: Sköld delad och överkluven; 1. I blått fält mellan två rundlar ett kapitält I med utbuktningar mot rundlarna, allt av guld; 2. I fält av guld en blå hammare; 3. I svart fält fyra bokstavsstaplar förenade av ett tvärstreck med ett från dettas mitt uppskjutande kors, allt av guld.
Detta vapen fastställdes av Kungl. Maj:t den 30 juni 1967. Se artikeln om Nordanstigs kommunvapen för mer information.

## Geografi
Harmångers landskommun omfattade den 1 januari 1952 en areal av 293,00 km², varav 269,80 km² land. Efter nymätningar och arealberäkningar färdiga den 1 januari 1961 omfattade landskommunen samma datum en areal av 294,23 km², varav 272,40 km² land.

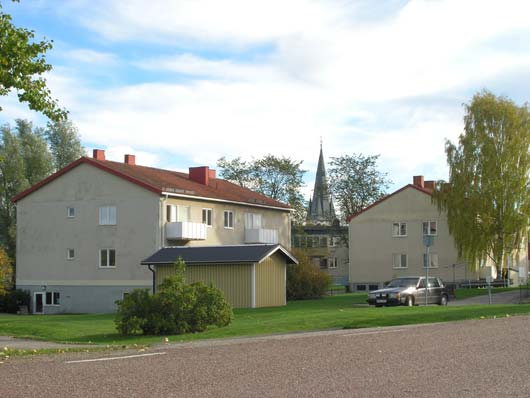
Vy från centrala Harmånger med Harmångers kyrka synlig i bakgrunden.

### Tätorter i kommunen 1960
| Tätort     | Folkmängd |
| ---------- | --------- |
| Strömsbruk | 721       |
| Stocka     | 667       |
| Harmånger  | 287       |

Tätortsgraden i kommunen var den 1 november 1960 35,2 procent.

## Politik

### Mandatfördelning i valen 1938-1970
| 1 | 15 | 2 | 4 | 1 | 1 |

| 22 |

| 3 | 13 | 1 | 5 | 1 | 1 |

| 22 |

| 5 | 12 | 5 | 2 |

| 21 |

| 4 | 19 | 10 | 6 |  |

| 35 |

| 4 | 19 | 9 | 6 | 2 |

| 36 |

| 3 | 18 | 12 | 4 | 3 |

| 39 |

| 2 | 17 | 10 | 4 | 2 |

| 33 |

| 3 | 15 | 11 | 4 | 2 |

| 32 |

| 2 | 16 | 12 | 3 |  |  |

| 33 |

### Fotnoter
1. ↑  Per Andersson: Sveriges kommunindelning 1863-1993, Draking, Mjölby 1993, ISBN 91-87784-05-X, s. 90
2. 1 2 3 4 5   ( PDF) Folkräkningen den 1 november 1960, I, Folkmängd inom kommuner och församlingar efter kön, ålder, civilstånd m.m.. Stockholm: Statistiska centralbyrån. 1961. sid. 54 & 203-204. Arkiverad från originalet den 15 juli 2015. https://www.webcitation.org/6a1zkRbkC?url=http://www.scb.se/Grupp/Hitta_statistik/Historisk_statistik/_Dokument/SOS/Folkrakningen_1960_01.pdf. Läst 16 november 2017 Arkiverad 14 oktober 2013 hämtat från the Wayback Machine.
3. ↑  ”Svenska Heraldiska Föreningens vapendatabas”. Arkiverad från originalet den 18 oktober 2012. https://web.archive.org/web/20121018011750/http://databas.heraldik.se/index.php. Läst 7 januari 2011.
4. ↑   (PDF) Folkräkningen den 31 december 1950, I, Areal och folkmängd inom särskilda förvaltningsområden m.m., Tätorter. Stockholm: Statistiska centralbyrån. 1952-05-19. sid. 105. Arkiverad från originalet den 1 oktober 2014. https://www.webcitation.org/6T09ZkyrB?url=http://www.scb.se/Grupp/Hitta_statistik/Historisk_statistik/_Dokument/SOS/Folkrakningen_1950_1.pdf. Läst 9 oktober 2014 Arkiverad 29 oktober 2013 hämtat från the Wayback Machine.
5. ↑   ( PDF) Folkräkningen den 1 november 1960, II, Folkmängd inom tätorter efter kön, ålder och civilstånd.. Stockholm: Statistiska centralbyrån. 1961. sid. 27. Arkiverad från originalet den 29 juni 2015. https://www.webcitation.org/6ZeEB9Ija?url=http://www.scb.se/Grupp/Hitta_statistik/Historisk_statistik/_Dokument/SOS/Folkrakningen_1960_02.pdf. Läst 16 november 2017 Arkiverad 24 september 2015 hämtat från the Wayback Machine.